# الجدول الزمني لجاين أوستن
جاين أوستن (بالإنجليزية: Jane Austen) عاشَت طوالَ حياتها كجُزء من العائلات التي تنحدراجتماعيا واقتصاديا في المستوى الأدنى من طبقة النُبلاء الإنجليزية. عاشت عائلة جاين أوستن القس جورج أوستن وكاساندرا لي في ستيفنتون، هامبشير، حيث القس أوستن كان عميد الرعية الإنجليكانية من 1765 حتى 1801. كانت أسرة جاين أوستن كبيرة ومتماسكة. كانت لديها ستة أشقاء جيمس، جورج، تشارلز، فرانسيس، هنري، وإدوارد، وشقيقتها الأكبر سناً الحبيبة كاساندرا. كان شقيق جاين، إدوارد، قد تم تَبنيه من قِبَل توماس وإليزابيث فارس ووَرِثَ في نهاية المطاف عقاراتِهم في جودميرشام، كنت وتشاوتون، هامبشير. في عام 1801، تقاعدَ القس أوستن من الوزارة وإنتقلَ مع عائلتهِ إلى باث، مقاطعة سومرست (إنجلترا). توفي في عام 1805 وعلى مدى السنوات الأربع التالية لوفاة الوالد، جاين، كاساندرا وأمهم عاشوا لأول مرة في مأوى للسكن ومن ثُمَ في ساوثهامبتون حيث أنهم jشاركوا المنزل مع أسرة فرانك أوستن. خلال هذه السنوات غير المستقرة، أمضوا الكثير من الوقت في زيارة الفروع المختلفة للعائلة. في عام 1809 جاين، كاساندرا، وأمهم انتقلوا بشكل دائم إلى «كوخ» كبير في قرية تشاوتون التي كانت جزءاً من العقارات المجاورة لإدوارد. عاشت جاين أوستن في تشاوتون حتى إنتَقَلتْ إلى وينشستر لتلقّي العلاج الطبي قبل وفاتِها بفترة وجيزة في 1817.
طوال حياتهم البالغة كانت علاقة جاين وكاساندرا وثيقة بإبنة عمهما، اليزا دي فويليد وكذلك جيرانهم ماري ومارثا لويد. أصبحت ماري الزوجة الثانية لجيمس شقيق جاين وعاشت مارثا مع عائلة أوستن (تبدأ بعد وفاة القس أوستن في عام 1805 بوقت قصير) وبعد ذلك بوقت طويل تزوجت فرانك أخ جاين. جاين وكاساندرا كانوا أيضا أصدقاء مع ثلاث شقيقات لسنوات عديدة، اليثيا، اليزابيث وكاثرين بيك، الذين عاشوا في مانيداون بارك. آن بريدجس ليفروي زوجة القس جورج ليفروي، "أصبحت أفضل معلمة محبة ومعجبة بجاين أوستن، والشخص التي كانت دائما حاضرة لإعطاءالمشورة والتشجيع لجاين عند الحاجة خاصة بعد انتقال عائلة ليفروي لآش في 1783. وفات السيدة ليفروي في حادث ركوب في عام 1804 تركت جاين مليئة بالحزن والكرب.
في عام 1795 التقت أوستن بتوماس ليفروي خلال عطلة عيد الميلاد رقصت معه وربما وقعت في الحب، ومع ذلك غادر ليفروي لبدء دراساته في القانون في يناير 1796 ولم يروا بعضهما البعض مرة أخرى. أما صموئيل من بلاكاول، وهو زميل كلية ايمانويل، كامبريدج، وصديق السيدة آن ليفروي، فإنهُ كان مُهتماً بصورةٍ جدية بالزواج من أوستن في 1797. تقاليد عائلة أوستن تنص على أن جاين ورجل دين شاب مجهول الهوية وقعوا في الحب بينما تزور عائلة أوستن شاطئ البحر في سيدموث في صيف عام 1801. كاساندرا وافقت على هذا الشاب، لكنهُ توفي بشكل غير متوقع بعد عدة أشهر، قبل أن يتمكنوا من أن يكونوا معاً مرة أخرى. تلقت جاين اقتراح الزواج لمرة واحدة فقط بعد ذلك وقد كان من قِبَل هاريس بيك-وذر شقيق صديقتها اليثيا، اليزابيث وكاثرين بيك، عند زيارتهم في منزلهم في ديسمبر 1802. أوستن قبلت اقتراح الزواج في بادئ الأمر، ثم أدركت أنها أخطأت وسحبت قبولها في اليوم التالي. كاتب السيرة الذاتية لأوستن (بارك هونان) إقترح أن جاين قد تكون قد تلقت اقتراحا من الزواج من إدوارد الجسور، شقيق اليزابيث زوجة إدوارد أوستن، في عام 1805، ولكن سيرة كلير تومالين تنفي هذا الادعاء.
كان تعليم جاين أوستن البدائي في المنزل من قبل والدها والأخوة الكبار، ومن خلال قراءة خاصة بها. ابتدأت تدريبها المهني ككاتبة منذ سنوات مراهقتها حتى بلغت حوالي خمسة وثلاثين عاماً. خلال هذه الفترة كتبت ثلاثة روايات رئيسية وبدأت بالرواية الرابعة. من 1811 حتى 1815، مع نشر رواية العقل والعاطفة عام (1811)، رواية كبرياء وتحامل عام (1813)، رواية مانسفيلد بارك (1814)، ورواية إيما (1815)، وقد حققت نجاحاً ككاتبة للروايات المنشورة. كتبت روايتين إضافيتين، دير نورثانجر (مكتوبة أصلا في 1798-1799 والمنقحة لاحقاً) ورواية إقناع، حيث نشرت كلتاهما بعد وفاتها في عام 1817، وبدأت بكتابة الرواية الثالثة بعنوان (النهاية- Sanditon) لكنها توفيت قبل أن يتم الانتهاء من الرواية. منتج من التقاليد الأدبية القرن 18، وقد أثرت أعمال اوستن أكثر من قِبل أولئك الكتاب والروائيين كالكاتب الشهير والناقد صمويل جونسون والروائيين فرانسيس بيرني وماريا ايدجوورث. واعتبرت الشاعر والروائي السير والتر سكوت منافساً لها. الأدوار المسرحية، والتي شملت المسرحيات التي كتبها ريتشارد برينسلي شيريدان وغيرهم من مسرحيين القرن الثامن عشر، كانت على شاكلة كتابات جاين أوستن في سن مبكرة. وكان أشعار وليام كوبر المفضلة لديها وكذلك روايات صمويل ريتشاردسون. علاقة أوستن مع المشاعر الحساسة يوضح تأثرها العاطفي للكتاب مثل لورنس ستيرن.
نشرت أوستن كل من رواياتها في فترة الوصاية، حيث أٌعلِنَ ان الملك جورج الثالث قد أصبح مجنوناً بشكل دائم وعُيّن إبنه الأمير وصياً للعرش، حيث كانت الروايات راسخة الجذور بقوة في السياق الاجتماعي في ذلك الوقت. طوال فترة حياة أوستن الناضجة، كانت بريطانيا في حالة حرب مع فرنسا الثورية. وخوفاً من انتشار الثورة والعنف إلى بريطانيا، حاولت الحكومة قمع المتطرفين السياسيين من خلال تعليق المثول أمام المحكمة وتمرير قانون الاجتماعات المثيرة للفتنة وجريمة خيانة الممارسات، والمعروفة باسم «إسكات الأفعال». العديد من الإصلاحيين ما زالوا محتجزين على أمل التغيير في بريطانيا خلال 1790s، ولكن من خلال العقدين الأولين من القرن 19، وحروب الثورة الفرنسية والحروب النابليونية استنفدت البلد، وكان رد فعل المحافظين عميق تعيين في وبينما روايات اوستن نادرا تلمس بشكل واضح على هذه الأحداث، هي نفسها تأثرت شخصيا من قبلهم، واثنين من أشقائها خدم في البحرية الملكية. [23] وعندما هزم نابليون في نهاية المطاف في معركة واترلو عام 1815، ابتهج بريطانيا. ومع ذلك، والصعوبات الاقتصادية في 1810s زيادة التفاوت في الدخل في البلاد وارتفع الصراع الطبقي كما بدأت الثورة الصناعية.
| شلتنهام أكسفورد لندن استراتام ‏                                                                        |
| خريطة للأماكن التي عاشت فيها جاين أوستن () أو زارتها () (كل نقطة تعكس مقالة ويكيبيديا عن تلك المدينة) |

التقت أوستن، رقصت مع، وربما وقعت في الحب مع توماس ليفروي خلال عطلة عيد الميلاد في عام 1795. ومع ذلك غادر ليفروي لبدء دراساته في القانون في يناير 1796 ولم يروا بعضهما البعض مرة أخرى. صموئيل من بلاكاول، وهو زميل كلية إيمانويل، كامبريدج، وصديق السيدة آن ليفروي، كان مهتماً بصورة جدية بالزواج من اوستن في 1797. بحسب تقاليد عائلة اوستن رفظوا عندما جاين وقعت في الحب مع رجل الدين الشاب لم يكشف عن اسمه بينما زار عائلة أوستن على شاطئ البحر في سيدموث في صيف عام 1801. كاساندرا وافقت على هذا الشاب، لكنه توفي بشكل غير متوقع بعد عدة أشهر، قبل أن يتمكنوا ان يكونوا معاً مرة أخرى. تلقت جاين اقتراح زواج واحد فقط بعد ذلك من هاريس بيك-وذر شقيق صديقتها اليذيا، اليزابيث وكاثرين بيك، عند زيارتهم في منزلهم في ديسمبر 1802. قبلت أوستن اقتراح الزواج في بادئ الأمر، ثم أدركت أنها أخطأت وسحبت قبولها في اليوم التالي. كاتب السيرة الذاتية لأوستن (بارك هونان)اقترح أن جاين قد تكون قد تلقت اقتراحاً من الزواج من إدوارد الجسور، شقيق اليزابيث زوجة إدوارد أوستن، في عام 1805، ولكن سيرة كلير تومالين تنفي هذا الادعاء.
كان تعليم جاين أوستن البدائي في المنزل من قبل والدها والأخوة الكبار، ومن خلال قراءة خاصة بها. إبتدأت تدريبها المهني ككاتبة منذ سنوات مراهقتها حتى بلغت حوالي خمسة وثلاثين عاما. خلال هذه الفترة كتبت ثلاث روايات رئيسية وبدأت بالرواية الرابعة. من 1811 حتى 1815، مع نشر رواية العقل والعاطفة عام (1811)، رواية كبرياء وتحامل عام (1813)، رواية مانسفيلد بارك (1814)، ورواية إيما (1815)، وقد حققت نجاحا ككاتبة للروايات المنشورة. كتبت روايتين إضافيتين، دير نورثانجر (مكتوبة أصلا في 1798-1799 والمنقحة لاحقا) ورواية إقناع، حيث نشرت كلتاهما بعد وفاتها في عام 1817، وبدأت بكتابة الرواية الثالثة بعنوان (النهاية- Sanditon) لكنها توفيت قبل أن يتم الانتهاء من الرواية. منتج من التقاليد الأدبية القرن 18، وقد أثرت أعمال اوستن أكثر من قِبل أولئك الكتاب والروائيين كالكاتب الشهير والناقد صمويل جونسون والروائيين فرانسيس بيرني وماريا ايدجوورث. واعتبرت الشاعر والروائي السير والتر سكوت منافساً لها. الأدوار المسرحية، والتي شملت المسرحيات التي كتبها ريتشارد برينسلي شيريدان وغيرهم من مسرحيين القرن الثامن عشر، كانت على شاكلة كتابات جاين اوستن في سن مبكرة. وكان شعر وليام كوبر المفضلة لديها وكذلك روايات صمويل ريتشاردسون. علاقة أوستن مع المشاعر الحساسة يوضح تأثرها العاطفي للكتاب مثل لورنس ستيرن.
نشرت أوستن كل من رواياتها في عهدالوصاية في إنجلترا، حيث أُعلنَ ان الملك جورج الثالث قد أصبح مجنونا بشكل دائم وعيّن ابنه الأمير وصياً للعرش، حيث في ذلك الوقت كانت الروايات راسخة الجذور بقوة في السياق الاجتماعي. خلال حياة جاين البالغة، كانت بريطانيا في حالة حرب مع فرنسا الثورية. وخوفاً من انتشار الثورة والعنف في بريطانيا، حاولت الحكومة قمع المتطرفين السياسيين من خلال تعليق المثول أمام المحكمة وتمرير قانون الاجتماعات التحريضية وجريمة خيانة الممارسات، والمعروفة باسم «الإسكات الافعال». العديد من الإصلاحيين ظلوا محتجزين أملاً بالتغيير في بريطانيا خلال تسعينات القرن السابع عشر (1790)، ولكن من خلال العقدين الأولين من القرن 19، وحروب الثورة الفرنسية والحروب النابليونية والتي أنهكت البلد، كان رد فعل المحافظين عميقاً. وبينما روايات أوستن نادرا ما تلمست هذه الأحداث، هي نفسها تأثرت شخصيا من قبلهم، وإثنين من أشقائها خدموا في البحرية الملكية. وعندما هُزمَ نابليون في نهاية المطاف في معركة واترلو عام 1815، إبتهجت بريطانيا. ومع ذلك فأن الصعوبات الاقتصادية في السنوات العشر الأولى من القن 18، (1810) زادت من التفاوت في الدخل في البلاد وإرتفع الصراع الطبقي كما بدأت الثورة الصناعية.

## 1760
| السنة | أوستن                                                                  | التأريخ الأدبي | التأريخ السياسي                                                           |
| ----- | ---------------------------------------------------------------------- | --- | ------------------------------------------------------------------------- |
| 1764  | - 26 نيسان – زواج القس جورج أوستن - عميد أبرشية ستيفنتون- وكاساندرا لي | |                                                                           |
| 1765  | - 13 شباط – ولِدَ جيمس أوستن (شقيق جاين) في قرية دين، هامبشاير           | - نشر مختارات أعمال وليام شكسبير بواسطة سامويل جونسون - نشر رواية قلعة أوترانتو لهوراس والبول حيث أُعتبرت من أولى روايات الرعب كثيرًا. - نشر آخر عشرة مجلدات ل (الموسوعة) (بدأت 1751) | - نيسان - إندلاع الثورة الأمريكية بعد فرض البرلمان البريطاني قانون الطابع |
| 1766  | - 26 آب – ولِدَ جورج أوستن (شقيق جاين) في قرية دين هامبشاير              | - نشر رواية قس ويكفيلد لأوليفر جولد سميث (في الصورة) |                                                                           |
| 1767  | - 7 تشرين الأول - ولِدَ إدوارد أوستن (شقيق جاين) في قرية دين هامبشاير    | - نشر رواية رحلة وجدانية عبر فرنسا وايطاليا للورنس ستيرن (في الصورة) | - بعثة كوك الأولى إلى أستراليا ونيوزيلندا (1768–1771)                     |
| 1768  | - تموز-آب - إنتقلت عائلة أوستن إلى ستيفنتون، هامبشير                   | |                                                                           |
| 1769  |                                                                        | - إحتفال دايفيد جاريك بيوبيل شكسبير في ستراتفورد (وركشير) |                                                                           |

## 1770
| السنة | أوستن | التأريخ الأدبي                                                                  | التأريخ السياسي |
| ----- | --- | ------------------------------------------------------------------------------- | --- |
| 1770  | | - نشر قصيدة القرية المهجورة لغولدسميث                                           | - فريديريك نورث أصبح رئيس وزراء المملكة المتحدة (1770–1782)                                                                       |
| 1771  | - 8 حزيران - ولد هنري-توماس أوستن (أخ جاين) في ستيفنتون | - نشر أول طبعة مكتملة من موسوعة بريتانيكا (بدأت عام 1768)                       | - افتتح ريتشارد آركرايت أول مصنع (كوتون ميل) في كرومفورد، ديربيشاير، انجلترا                                                      |
| 1772  | | - نشر اخر المجلدات من الموسوعة-L'Encyclopedie (بدأت عام 1751)                   | - 22 - حزيران تم حظر العبودية بشكل فعّال في إنجلترا                                                                                |
| 1773  | - 9 كانون الثاني - ولدت كاساندرا اليزابيث أوستن (شقيقة جاين) في ستيفنتون - 23 مارس - أصبح القس أوستن عميد رعية مقاطعة دين بالإضافة إلى ستيفنتون - التلاميذ عاشوا في ستيفنتون من 1773 إلى 1796 |                                                                                 | - 16 كانون الأول - إحتج المستوطنين الأمريكيين على السياسات البريطانية وذلك عن طريق رمي الشاي في مرفأ بوسطن (حادثة حفلة شاي بوسطن) |
| 1774  | - 23 نيسان - وُُلِدَ فرانسيس-وليام (فرانك) أوستن (أخ جاين) في ستيفنتون | - نشر رواية آلام فرتر ليوهان فولفغانغ فون غوته                                  | - مايس - أصبح لويس السادس عشر (في الصورة) ملكاً على عرش فرنسا - أصبح وارين هاستينغز أول حاكم عام على الهند                         |
| 1775  | - 16 كانون الأول - ولدت جاين أوستن في ستيفنتون | - نشر السفرنامة رحلة إلى جزر اسكتلندا الغربية لصمويل جونسون                     | - 19 نيسان - بدأت حرب الاستقلال الأمريكية مع معارك ليكسينغتون (1775–1783)                                                         |
| 1776  | | - نشر رواية ثروة الأمم لآدم سميث                                                | |
| 1778  | | - نشر رواية ايفيلينا لفرانسيس بيرني - نشر كتاب غفوة الطائف الوحيد لجان جاك روسو | |
| 1779  | - 23 حزيران - وُلِدَ تشارلس جون أوستن (شقيق جاين) في ستيفنتون - 3 تموز - تَسجّلَ جيمس أوستن في كلية سانت جون، أوكسفورد                                                                              | - نشر سيرة حياة صمويل جونسون (في الصورة) بأسم حياة الشعراء (1779–1781)          | |

## 1780
| السنة | أوستن | التأريخ الأدبي | التأريخ السياسي |
| ----- | --- | --- | --- |
| 1780  | | - نشر تعليم البشرية لإفرايم ليسينغ | - 2–11 حزيران - حركة شغب غوردون في لندن احتجاجاً على قانون الإغاثة الكاثوليكي |
| 1781  | | - نشر مسرحية اللصوص لفريدريش شيلر - نشر الاطروحة الفلسفية نقد العقل الخالص لإيمانويل كانت | - 19 تشرين الأول - القوات الفرنسية - الأمريكية هزموا الإنجليز في معركة يوركتاون، مما أدى إلى إنهاء القتال في أمريكا خلال حرب الاستقلال |
| 1782  | - كانون الأول - أول إنتاج مسرحي للهواة في ستيفنتون - ماتيلدا | - نشر رواية سيسيليا لفرانسيس بيرني (في الصورة) - نُشِر الجزء الأول من السيرة الذاتية اعترافات لجان جاك روسو بعد وفاته - نشر رواية العلاقات الخطرة للكاتب الفرنسي بيير شودرلو دي لاكلو                                  | |
| 1783  | - تم تبنّي إدوارد أوستن من قبل السيد والسيدة توماس نايت من جودميرشام، كنت - الربيع - تم إرسال جاين أوستن، كاساندرا أوستن، وجاين كوبر إلى اوكسفورد للعيش مع السيدة كاولي ليتعلموا - الصيف - إنتقلت السيدة كاولي إلى ساوثهامبتون والبنات أصابهم الحزن | | - 3 أيلول - وُقِعت معاهدة فرساي-اتفاقية باريس (1783)، وانتهت رسميا في حرب الاستقلال الأمريكية - كانون الأول - أصبح ويليام بيت الأصغر رئيس وزراء المملكة المتحدة |
| 1784  | - استمرار الأدوار المسرحية للهواة في ستيفنتون - كوميديا الأخلاق أو The Rivals | | - قانون بيت الهند أو (قانون شركة الهند الشرقية) أعطت الحكومة البريطانية الصلاحية بدلاً من (ضباط شركة الهند الشرقية) لتوجيه السياسة الهندية |
| 1785  | - الربيع - جاين وكاسندرا دخلوا مدرسة اّبي، ردينغ، باركشير | - نشر شعر لوليام كوبر (في الصورة) بعنوان المهمة | |
| 1786  | - قام إدوارد اوستن بجولة في أوروبا القارية (1786–90) - نيسان - دخل فرانسيس اوستن إلى الأكاديمية البحرية الملكية في بورتسموث - تشرين الثاني - سافر جيمس اوستن إلى العالم - كانون الأول - اوستن وكاسندرا تركوا مدرسة ابي | - نشر قصائد روبرت برنز والتي معضمها باللهجة الاسكتلندية | - كانون الأول - ثورة شايز في الولايات المتحدة (كانون الأول 1786 - كانون الثاني 1787) - ابتداء اجراءات العزل في البرلمان البريطاني التي رفعتها إدموند بيرك ضد وارين هاستينغز، الحاكم العام للهند |
| 1787  | - بدأت جاين أوستن بكتابة (جوفينيليا- أولى كتابات المؤلف) (في الصورة) - الخريف - عاد جايمس أوستن من السفر - كانون الأول - استمرار الأدوار المسرحية في ستيفنتون - العجب | | - 13 مايو - ابحر الأسطول الأول من المَدانين من بريطانيا إلى مستعمرة جزائية في أستراليا - 22 مايو - تم تشكيل لجنة لإلغاء تجارة الرقيق في بريطانيا |
| 1788  | - كانون الثاني - استمرار الأدوار المسرحية في ستيفنتون - الفرص - اذار - استمرار الأدوار المسرحية في ستيفنتون - عقلة الاصبع - 1 تموز - تسجل هنري أوستن في كلية سانت جون، أوكسفورد - الصيف - السيد والسيدة أوستن أخذوا جاين وكاسندرا إلى كنت ولندن - 23 كانون الأول - غادر فرانسيس أوستن الأكاديمية البحرية الملكية وأبحر إلى جزر الهند الشرقية - الشتاء- استمرار الأدوار المسرحية في ستيفنتون - السلطان والحياة الرغيدة تحت السلالم | - 1 كانون الثاني - تم نشر أول طبعة من ذي تايمز - نشر رواية إيميلين لشارلوت سميث (في الصورة) | - تشرين الثاني - بداية أزمة الوصاية، والناجمة عن جنون جورج الثالث |
| 1789  | - نشر العدد الأول من مجلة المستهتر لجايمس أوستن. اصدرت أسبوعياً حتى مارس 1790. | - 29 نيسان - نشر السيرة الذاتية لأولوداه اكيوانو بأسم السر المثير للاهتمام لحياة أولوداه اكيوانو - نشر اشعار ويليام بليك بعنوان اغاني البراءة - نشر الجزء الثاني من السيرة الذاتية لروسو بعد وفاته بعنوان الاعترافات | - 14 تموز - اقتحام سجن الباستيل في باريس (في الصورة) - 26 اب - اعتمدت الجمعية الفرنسية إعلان حقوق الإنسان والمواطن - 5–6 تشرين الأول - أيام أكتوبر نظمت نساء باريس، غير القادرات على شراء الخبز، مسيرة إلى فرساي والتي جعلت الاسرة المالكة تعود إلى باريس - كانون الأول - أزمة الوصاية، شفاء جورج الثالث |

## 1790
| السنة | أوستن | التأريخ الأدبي | التأريخ السياسي |  |
| ----- | --- | --- | --- |  |
| 1790  | - جيمس أوستن أخذ منصب مساعد كاهن الرعية في أوفرتون، هامشير. - الخريف - إدوارد أوستن يعود إلى إنجلترا بعد جولة طويلة. | - 1 نوفمبر - نشر تأملات حول الثورة في فرنسا لإدموند بيرك | - سحب البرلمان طلبات إلغاء قانون مرسوم الاختبار |  |
| 1791  | - تشارلز أوستن يدخل الأكاديمية البحرية الملكية. - 15 سبتمبر - جيمس أوستن يصبح فيقارا لشيربورن سانت جون، هامبشاير - 27 ديسمبر - إدوارد أوستن يتزوج إليزابيث بريدجز. ينتقلون إلى رولينج هاوس، مكان إقامة إدوارد في كنت. | - فبراير - مارس - نشر الجزء الأول من كتيب حقوق الإنسان لتوماس بين. - نشر رواية قصة بسيطة لإليزابيث إينشبالد. - نشر سيرة حياة جونسون لجيمس بوزويل . - نشر رواية رومانسية الغابة لآن رادكليف. - نشر رواية سيليستينا لشارلوت تيرنر سميث     | - 19 أبريل - برلمان المملكة المتحدة (البرلمان البريطاني) يرفض مشروع قانون ويليام ويلبرفورس لإلغاء تجارة الرقيق. - 14-17 يوليو - اضطرابات بريستلي ; الشغب التي يستهدف المعارضين الدينيين في برمنغهام. - أغسطس - 100,000 من العبيد والعبيد السابقين تمردوا على المزارعين والحكومة المحلية في المناطق في سان دومينغو التي تسيطر عليها الفرنسيين، أغنى مستعمرة جزر الهند الغربية والمصدر الرئيسي للسكر والقهوة في أوروبا. وقد سميت ب الثورة الهايتية. |  |
| 1792  | - 27 مارس - جيمس أوستن يتزوج آن ماتيو؛ وإنتقَلوا إلى بارسوناج في منطقة دين-هامبشاير. - أكتوبر - جين وكاساندرا أوستن قاموا بزيارة لويدز في بيت إبثورب، بالقرب من هورستبورن تارانت، هامبشاير. - شتاء؟ - كاساندرا أوستن خُطِبَتْ للقس توم فاول. | - نشر رواية الانسان كما هو لروبيرت باج. - نشر كتيب فيلاج بوليتيكش لهانا مور. - نشر رواية ديزموند لشارلوت تيرنر سميث | - 7 مارس - تم تأسيس سيراليون تحت الحكم البريطاني كموطن للعبيد السابقين - 10 أغسطس - الهجوم على قصر التويلري يؤدي إلى ترحيل لويس السادس عشر وتفكك الجمعية التشريعية - 2 - 6 سبتمبر - "مذابح سبتمبر"؛ 12000 سجين سياسي قُتلوا في فرنسا - 21 سبتمبر - الاتفاقية الوطنية المنتخبة حديثا تلغي الملكية وتعلن رسميا عن جمهورية للجمهورية |  |
| 1793  | - ؟ - بدأت أوستن بالكتابة، ثم تنحت جانباً، السير تشارلز غراندسون أو الرجل السعيد، كوميديا في 6 أدوار - 23 يناير - ولِدَ فاني أول ولد لإدوارد أوستن - الربيع - هنري أوستن أصبح ملازمًا في ميليشيا أوكسفوردشاير - 15 أبريل - ولدت الطفلة الأولى لجيمس أوستن، آنا - 3 يونيو - جاين أوستن تكتب المقطع الأخير من Juvenilia جوفينيليا - الشتاء - يعود فرانسيس أوستن إلى الوطن من الشرق الأقصى - ديسمبر / كانون الأول - زيارة جاين وكاساندرا أوستن لأبناء العمومة بتلر هاريسون في ساوثامبتون | - 14 فبراير - نشر أطروحة العدالة السياسية لويليام غودوين - نشر رواية سميث باسم بيت المزرعة القديم | - 21 يناير - إعدام لويس السادس عشر - 1 فبراير - فرنسا تعلن الحرب على إنجلترا - 11 مارس - اندلاع حروب الثورة الفرنسية في فرنسا مع الثورة في Vendée - يوليو - بداية عهد الإرهاب في فرنسا - 16 أكتوبر - إعدام ماري أنطوانيت (في الصورة) |  |
| 1794  | - 22 فبراير - زوج أليزا دي فيويليد أعدم ب المقصلة في باريس - منتصف الصيف - زيارة جاين وكاساندرا أوستن إلى لييز في أديلستروب، غلوسترشير - أغسطس ؟ - زيارة جاين وكاساندرا أوستن إلى إدوارد واليزابيث في رولينك - سبتمبر - غادر تشارلز أوستن الأكاديمية البحرية الملكية إلى البحر - الخريف؟ - احتمال كتابة أوستن ل ليدي سوزان. | - 28 مايو - نشر رواية كالب ويليامز ل ويليام غودوين - نشر قصائد وليم بليك - أغاني البراءة والخبرة - نشر رواية آن رادكليف - أسرار أودولفو                                                                                                  | - 4 فبراير - فرنسا تلغي العبودية في مستعمراته - 7 مايو - تم تعليق أمر الإحضار في بريطانيا - في أواخر يوليو - تم إعدام ماكسميليان روبسبيار وينتهي عهد الإرهاب - نوفمبر - تمت تبرئة راديكالية أو (المتطرفين البريطانيين) في محاكمة الخيانة العظمى راديكالية عام 1794 |  |
| 1795  | - أوستن ربما تكتب الينور وماريان - 3 مايو - وفاة آن ماثيو (زوجة جيمس) في دين؛ يتم إرسال الرضيعة آنا للعيش في ستيفنتون ركتوري - الخريف - ينضم القس توم فاول إلى وليام كرافن - أول إيرل كرافن - كقسيسه الخاص لحملة غرب الهند - كانون الأول / ديسمبر - كانون الثاني / يناير 1796 - مغازلة أوستن مع توم ليفروي في زيارته إلى اّش ركتوري | - تبدأ هانا مور (في الصورة) في نشر المنشورات المخزونة الرخيصة للتصدي للمنشورات الراديكالية | - 29 تشرين الأول / أكتوبر - في طريقه إلى البرلمان، يتعرض جورج الثالث لهجوم من قبل حشد جائع - 18 ديسمبر / كانون الأول: صدور قانون اجتماعات الشغب وقانون الخيانة 1795 (المعروف أيضاً باسم "قانونين" أو "قوانين الإسكات"). - السنة الجماعية |  |
| 1796  | - يناير - توم ليفروي (في الصورة) يغادر آش إلى لندن - يناير - توم فول يبحر إلى جزر الهند الغربية - أبريل - جين وكاساندرا أوستن يزوران الكوبرز في هاربسدن، أوكسفوردشاير - الصيف؟ - جيمس أوستن يُحاكم إليزا دي فيوليد - أغسطس - إدوارد وفرانسيس أوستن يأخذون جاين إلى رولينك عبر لندن. تعود إلى ستيفنتون في أواخر سبتمبر أو أوائل أكتوبر - أكتوبر - أوستن تبدأ بكتابة الانطباعات الأولى ل ("كبرياء وتحامل") - نوفمبر / تشرين الثاني - تمت خطبة جيمس أوستن مع ماري لويد | - نشر رواية هيرمسبرونك للكاتب روبيرت باج - نشر روايات مذكرات إيما كورتني للكاتبة ماري هايس - نشر رواية كاميلا لفرانسيس بيرني - نشر رواية "الراهب" لماثيو لويس - نشر مقالة مدام دي ستايل بعنوان تأثير العواطف De l'Influence des passions | - ديسمبر - فشل الحملة الفرنسية في خليج بانتري، غرب كورك، أيرلندا - فشل مفاوضات السلام بين بريطانيا وفرنسا |  |
| 1797  | - 17 يناير - جيمس أوستن يتزوج ماري لويد - يناير - آنا تعود للعيش في دين - فبراير - توفى توم فول من الحمى في سان دومينجو ودفن في البحر - أغسطس - انتهت أوستن من الانطباعات الأولى - 1 نوفمبر - Revd. قدمت أوستن بدون جدوى الأنطباعات الأولى إلى توماس كاد- ناشر لندن - نوفمبر / تشرين الثاني - بدأت أوستن في مراجعة إلينور وماريان، اللتين أصبحتا في نهاية المطاف من بأسم عقل وعاطفة - نوفمبر - زيارة السيدة أوستن وجاين وكاساندرا إلى ليي بيروتس في باث - نوفمبر - إدوارد أوستن والعائلة ينتقلان من رولينج إلى جودرشام بارك، بالقرب من جودرشام، كنت - الشتاء - القس. صموئيل بلاكول يزور آش. مغازلة معتدلة من جاين أوستن - 31 ديسمبر - هنري أوستن يتزوج Eliza de Feuillide | - 20 نوفمبر - نشر العدد الأول من المجلة التي ترعاها الحكومة، مجلة Anti-Jacobin Review - نشر رواية رادكليف The Italian | - فبراير - بنك إنجلترا يعلق المدفوعات النقدية - أبريل - يونيو - التمرد البحري يحدث في منطقة سبتهيد ونور - فشل الحملة الفرنسية في ويلز |  |
| 1798  | - أغسطس - السيد والسيدة أوستن وجاين وكاساندرا يزورون جودميرشام - أغسطس / آب - من المحتمل أن تبدأ أوستن في كتابة سوزان (التي أصبحت في النهاية دير نورثانجر - 9 أغسطس - مقتل السيدة وليامز (جين كوبر) في حادث سير - 24 أكتوبر / تشرين الأول - تركت أوستن ووالديها غودمرهام وعادوا إلى ستيفنتون - أكتوبر - نوفمبر - السيدة أوستن تمرض - 17 نوفمبر - ولد ابن جيمس أوستن، جيم-إدوارد | - يونيو - نُشر كتاب مقالة عن مبدأ السكان لتوماس مالتوس - تم نشر قصائد لويليام ووردزوورث وصامويل تايلر كولريدج والقصائد الغنائية - نشر رواية الفيلسوف الشاب لشارلوت تيرنر سميث                                                             | - 26 مايو - تمرُد جمعية الأيرلنديين المتحدين ضد الحكم البريطاني في أيرلندا - أغسطس - سبتمبر - الحملة الفرنسية على أيرلندا - 1 أغسطس - انتصار هوراشيو نيلسون على أسطول نابليون في معركة النيل |  |
| 1799  | - فبراير - من المحتمل أن تزور جاين أوستن لويدز في إبثورب - مارس - تعود كاساندرا إلى ستيفنسون من جودرمهام - من 17 مايو إلى يونيو - وصلت السيدة أوستن وجاين إلى باث، مع إدوارد وإليزابيث - نهاية يونيو / حزيران - من المحتمل أن تنتهي أوستن من "سوزان" دير نورثانجر - في أواخر الصيف - تقوم عائلةأوستن بجولة من الزيارات إلى عائلة ليز في أدليستروب، وعائلة كووبر في هاربسدين، وعائلة كووك في بوكهام الكبرى - 14 أغسطس / آب - عمة أوستن، السيدة لي بيروت، أُتهمت بالسرقة والتزمت في إيلشيستر | - نشر قيود على نظام التعليم الحديث ل مور - نشر رواية حكاية من التايمز لجاين ويست | - تشكيل جمعية الرسالة الدينية في بريطانيا - 9 نوفمبر - 18 برومير؛ يقوم نابليون بإسقاط حكومة المديرين الفرنسية ويصبح القنصل الأول لفرنسا |  |

## 1800
| السنة | أوستن | التأريخ الأدبي | التأريخ السياسي                                                                                    |
| ----- | --- | --- | -------------------------------------------------------------------------------------------------- |
| 1800  | - 29 مارس / آذار - أُتهمَت السيدة ليه-بيروت في تونتون وبُرئت ساحتها - أكتوبر - إدوارد أوستن يزور ستيفنتون ويأخذ كاساندرا إلى جودرشام معه عبر تشاوتون ولندن - أكتوبر - زيارة جاين لأصدقائها، عائلة برامستون، في مزرعة أوكلاهول بالقرب من بيت القسيس ستيفنتون - نهاية نوفمبر - منتصف ديسمبر - جاين أوستن تزور لويدز في أيبثورب - ديسمبر - Revd. قررت أوستن التقاعد والانتقال إلى باث - ؟ - تقوم أوستن بمراجعة وإكمال "السير تشارلز غراندسون" | - نشر رواية قلعة راكرينت للكاتبة ماريا ايدجوورث - نشر حكايات غنائية للكاتبة ماريا روبنسون (في الصورة) - نشر مذكرات الفلاسفة الحديثين ل اليزابيث هاملتون | - اضطرابات الطعام في بريطانيا - روبرت أوين يؤسس مصنع نموذجي في نيو لانارك                          |
| 1801  | - كانون الثاني / يناير - هنري أوستن يستقيل من اللجنة في ميليشيا أوكسفوردشاير وأصبح موظفاً مصرفيًا وعسكريًا في لندن - نهاية يناير - جاين أوستن تزور عائلة بيك-وذر في مزرعة مانيداون - فبراير / شباط - تعود كاساندرا إلى ستيفنسون من جودرشام عبر لندن - مايو - عائلة أوستن تغادر ستيفنسون وتستقر في باث - مايو - سافرت السيدة أوستن وجاين إلى باث عبر ايبثورب، وبقوا مع عائلة ليه-بيروت - مايو - ينتقل جيمس أوستن وعائلته إلى ستيفنتون - نهاية مايو / أيار - تأخذ عائلة أوستن عطلة في منطقة ويست، من المحتمل أن يزوروا سيدموث وكوليتون - نهاية مايو / أيار - إحتمال وقوع قصة حب بين جاين أوستن مع رجل دين شاب في منطقة ويست - سبتمبر - تزور عائلة أوستن ستيفنتون وآش - 5 أكتوبر - عودة عائلة أوستن إلى باث | - نشر رواية بيليندا للكاتبة ايدجوورث - نشر رسائل حول التعليم للكاتبة إليزابيث هاملتون                                                                   | - 1 يناير - قانون الاتحاد ينشئ المملكة المتحدة - 1 أكتوبر - حرب التحالف الثاني بين بريطانيا وفرنسا |
| 1802  | - أبريل - جيمس وماري وآنا يزورون عائلة أوستن في باث - الصيف - تشارلز أوستن ينضم إلى عائلته لقضاء العطلات - 1 سبتمبر / أيلول - وصول جاين وكاساندرا أوستن إلى ستيفنتون - 3 سبتمبر - يأخذ تشارلز جاين وكاساندرا إلى جودرمهام - 28 أكتوبر - تشارلز يجلب أخواته إلى ستيفنتون - 25 نوفمبر - زيارة جاين وكاساندرا لعائلة بيك في مانيداون - 2 كانون الأول (ديسمبر) - يقترح هاريس بيغ - ويدر على نحو غير متوقع الزواج من جاين أوستن ؛ وهي توافق - 3 ديسمبر / كانون الأول - ترفض أوستن اقتراح الزواج من بيغ - وييهر ؛ هي وكاساندرا يعودان إلى ستيفنتون ويغادران فورا إلى باث - الشتاء - أوستن تراجع سوزان (دير نورثانجر)                                                                                        | - نشر والتر سكوت ( في الصورة ) مجموعة من الأنشدة الغنائية منها نشيد الحدود السكوتلندية - نشر رواية الأب الكافر لجاين ويست                               | - 27 مارس - وقعت معاهدة أميان؛ استراحة 18 شهرًا من الحروب مع فرنسا                                  |
| 1803  | - الربيع - أوستن تبيع حقوق الطبع والنشر ل "سوزان" إلى بنجامين كروسبي، ناشر لندن، مقابل 10 جنيهات أسترالية - 18 مايو / أيار - هنري وإليزا محشوران في فرنسا عندما يكسر نابليون معاهدة أميان - الصيف - أوستن ربما تزور تشارموث، آب لايم، وبيني <! - تحتاج إلى الرابط المناسب -> <! - لا تزال تبحث - هذا واحد صعب (Simmaren) -> - يوليو - فرانسيس أوستن يتمركز في رامزغيت - سبتمبر - أكتوبر - القس والسيدة أوستن، على الأرجح برفقة جاين وكاساندرا، يبقون في غودمرشام - أكتوبر - زيارة جاين وكاساندرا إلى آش - 24 أكتوبر / تشرين الأول - عودة جاين وكاساندرا إلى باث - نوفمبر - زيارة أسرة أوستن للايم ريجيس                                                                                               | | - 12 مايو - معاهدة أميان تنتهي ؛ ويبدأ الحرب مع فرنسا                                              |
| 1804  | - إحتمال كتابة جاين أوستن لعائلة واتسون - الربيع - السيدة أوستن تمرض بشكل خطير - الصيف - زيارة أوستن، مع هنري وإليا إلى لايم ريجيس - 25 أكتوبر - عودة عائلة أوستن إلى باث وينتقلون إلى 3 ابنية غرين بارك في الناحية الشرقية - في 16 ديسمبر / كانون الأول - مقتل السيدة آن أوليفري، صديقة جاين أوستن لفترة طويلة من آش، في حادث ركوب | - نشر مجموعة من قصص ماريا ايدجوورث بعنوان حكايات شعبية                                                                                                  | - 18 مايو - نابليون ( في الصورة ) يتوّج نفسه إمبراطوراً للفرنسيين                                    |
| 1805  | - 21 يناير - القس جورج أوستن (والد جاين) يموت فجأة في باث - 25 مارس / آذار - انتقلت السيدة أوستن وبناتها إلى 25 شارع جاي في باث - يونيو - السيدة أوستن وجاين وكاساندرا يسافرون إلى جودسمهام عن طريق ستيفنتون آخذين آنا معهم - 18 يونيو - ولدت كارولين، ابنة جيمس أوستن - الصيف - إحتمال تودد ادوارد بريدجز من جاين أوستن - الصيف - انضمت مارثا لويد إلى أسرة أوستن - 17 سبتمبر - نوفمبر - جاين وكساندرا يسافران إلى ورثينغ | - إصدار إيدجوورث لجريسيلدا الحديثة ( في الصورة ) - نشر رواية أديلين موبراي لأميليا أوبي - نشر رواية وليام غودوين فليتوود                                | - 21 أكتوبر - أسطول نيلسون يهزم أسطولًا فرنسيًا وإسبانيًا مشتركًا في معركة طرف الغار                   |
| 1806  | - كانون الثاني - تزور السيدة أوستن وبناتها ستيفنتون - 29 يناير - عادت السيدة أوستن إلى باث وأخذت مسكنًا في شارع تريم - فبراير- منتصف مارس- جاين وكاساندرا يزوران الأخوات بيغز في ماني داون، عائدين إلى باث عبر ستيفنتون - 2 يوليو / تموز - السيدة أوستن وبناتها يغادرون باث أخيراً، ويذهبون عبر كليفتون إلى أدليستروب - 24 يوليو - تزوج فرانسيس أوستن من ماري جيبسون - 14 أغسطس - منتصف أكتوبر - السيدة أوستن وبناتها يزوران الكوبرز في هامستول ريدوير - أكتوبر - عائلة أوستن تستقبل مساكن في ساوثهامبتون مع فرانسيس أوستن ومريم - الشتاء - كاسندرا أوستن تزور جودمارشام | | |
| 1807  | - مارس - عائلة أوستن تنتقل إلى منزل في ساحة القلعة، ساوثهامبتون - أبريل - هنري يعيد كاساندرا إلى ساوثهامبتون من جودرشام عبر لندن - 19 مايو / أيار - تشارلز أوستن يتزوج فاني بالمر في برمودا - سبتمبر - يرتب إدوارد أوستن التجمعات العائلية في منزل جاوتون العظيمة، يتبعها مزيد من التجمعات العائلية في ساوثهامبتون. | - نشر وليام ويلبرفورس ( في الصورة ')' رسالة حول إلغاء تجارة الرقيق                                                                                      | - 25 مارس - بريطانيا تلغي قانون تجارة الرقيق 1807                                                  |
| 1808  | - كانون الثاني (يناير) - آذار (مارس) - جاين وكاساندرا يمكثون في ستيفنتون، ومانيداون، وفوليس في قرية كينتبوري (باركشير) - 15 مايو - هنري وجاين أوستن في مسارهم من ستيفنتون إلى لندن - 14 يونيو - جاين أوستن تسافر إلى جودمرشام مع جيمس وماري - 8 يوليو - عودة أوستن إلى ساوثهامبتون - 28 سبتمبر - تسافر كاساندرا إلى جودرمهام - 10 أكتوبر - وفاة إليزابيث أوستن (زوجة إدوارد) بعد الولادة الحادية عشرة | - نشر قصيدة لوالتر سكوت بأسم مارميون - نشر هاملتون رواية كوخين من جلينبوري - نشر روايةكويلبس في البحث زوجة لهانا مور                                    | |
| 1809  | - فبراير - كاساندرا تعود إلى ساوثهامبتون - 5 أبريل - حاولت أوستن دون جدوى الضغط على كروسبي لنشر سوزان - 15 مايو - السيدة أوستن وابنتيها تبدأ زيارة إلى جودرمهام - 7 يوليو - انتقلت عائلة أوستن ومارثا لويد إلى قرية تشاوتون (في الصورة) - أغسطس - انتعاش اهتمام جاين أوستن بالكتابة - أكتوبر - إدوارد أوستن وفاني يزورون تشاوتون | - تأسيس المجلة الفصلية من قبل تروي [ref name = RC /> - إصدار ايدجوورث لمجموعة قصص حكايات الحياة العصرية (1809–1812)                                     | |

## 1810
| السنة | أوستن | التأريخ الأدبي | التأريخ السياسي |
| ----- | --- | --- | --- |
| 1810  | - يوليو وأغسطس - جاين أوستن ("في الصورة") وكاساندرا يزورون مانيداون وستيفنتون - نوفمبر - قام إدوارد أوستن وفاني بزيارة تشاوتون - الشتاء - عقل وعاطفة قُبلَ للنشر في لندن عن طريق الناشر توماس إيغيرتون | - نشر قصيدة سيدة البحيرة للكاتب والتر سكوت - نشر رواية الرفض لجاين ويست | - أكتوبر - إعلان جنون جورج الثالث |
| 1811  | - فبراير - تبدأ جاين أوستن تبدأ بالتخطيط لكتابة مانسفيلد بارك - مارس / آذار - بقيت أوستن مع هنري في لندن - آذار / مارس - تصحح أوستن البراهين في عقل وعاطفة - مارس - تزور كاساندرا جودسمهام - أغسطس - عودة تشارلز أوستن والعائلة إلى إنجلترا - 30 أكتوبر - تنشر رواية عقل وعاطفةة بشكل مجهول الهوية - نوفمبر - قامت جاين أوستن بزيارة جيمس في ستيفنتون - شتاء؟ - تبدأ جاين أوستن في تنقيح "الانطباعات الأولى"، التي تم نشرها لاحقًا باسم "كبرياء وتحامل" | | - فبراير - جورج، أمير ويلز يصبح الأمير الوصي على العرش - لاضية حركة التصنيع الاحتجاجي في بريطانيا (1811–1812) |
| 1812  | - أبريل - إدوارد أوستن وفاني يزورون تشاوتون - 9-25 يونيو - زيارة السيدة أوستن وجاين ستيفنتون ؛ كاساندرا تذهب إلى جودمرشام - 14 أكتوبر - إدوارد أوستن يعتمد رسميا "فارس" كقبه - الخريف - تبيع جاين أوستن حقوق الطبع والنشر لـ "كبرياء وتحامل (رواية)" إلى إيغيرتون مقابل 110 جنيه إسترليني | - نشر لورد بايرون قصيدة حج الطفل هارولد، كانتوس الأول والثاني - نشر قصيدة الف وثمانمائة واحدى عشر للكاتبة آنا لاتيتا باربولد ' - نشر رواية الموالون لجاين ويست                                                                                             | - يونيو - نابليون يغزو روسيا - 18 يونيو - الولايات المتحدة تعلن الحرب على بريطانيا العظمى - أكتوبر - ديسمبر - تراجع جيش نابليون من روسيا ("في الصورة")                                                                                        |
| 1813  | - 28 يناير - تم نشر كبرياء وتحامل بشكل مجهول الاسم - 21 أبريل - جاء إدوارد أوستن والعائلة إلى البيت الكبير في تشاوتون وبقوا لمدة أربعة أشهر - 22 أبريل - جاين أوستن تذهب إلى لندن لزيارة المحتضرة Eliza de Feuillide - 25 أبريل - وفاة أليزا - 1 مايو - عودة أوستن إلى تشاوتون - 19 مايو - هنري أوستن يأخذ جاين إلى لندن لمدة أسبوعين - يوليو؟ - انتهاء أوستن من رواية مانسفيلد بارك - سبتمبر - سفر إدوارد أوستن وجاين عبر لندن إلى غودرشام (زيارتها الأخيرة هناك) - 13 نوفمبر - إدوارد أوستن يأخذ جاين إلى تشاوتون عبر لندن - نوفمبر - تم إصدار الطبعة الثانية من كتاب "كبرياء وتحامل" و"عقل وعاطفة" - نوفمبر - على الارجح تم قبول مانسفيلد بارك للنشر                                                                                           | - لقيت نشر قصائد الجياور وعروس ابيدوس لبايرون إشادة كبيرة - مايو - نشر قصيدة الملكة ماب لبيرسي بيش شيلي ( في الصورة ) | |
| 1814  | - 21 يناير - تبدأ أوستن بكتابة رواية إيما - 1 مارس - هنري أوستن يأخذ جاين إلى لندن - أبريل - عودة جاين أوستن إلى تشاوتون عبر ستريتهام - أبريل - إدوارد أوستن وعائلته يقيمون في البيت الكبير في تشاوتون لمدة شهرين - 9 مايو - مانسفيلد بارك (في الصورة) تم نشره بأسم مجهول من قبل إيغيرتون - منتصف الصيف - أوستن تزور عائلة كوكيس في قرية بوكهام - أغسطس - أوستن تزور هنري في لندن - أغسطس - انتقل فرانسيس أوستن والأسرة إلى البيت الكبير في تشاوتون وبقوا هناك لمدة عامين تقريبًا - 3 سبتمبر - هنري أوستن يأخذ جاين إلى تشاوتون - 6 سبتمبر - وفاة فاني زوجة تشارلز بعد الولادة - 25 نوفمبر - أوستن تزور هنري في لندن - 5 ديسمبر - هنري يأخذ جاين إلى تشاوتون - 25 ديسمبر / كانون الأول - إقامة جاين وكساندرا مع السيدة هيثكوت وملكة بيج في وينشستر | - نشر رواية ويفرلي لوالتر سكوت - نشر رواية الهائم لفرانسيس بورني - نشر رواية المحسوبية لإيدجوورث - نشر قصيدة بايرون بأسم القرصان ولقت شعبية على الفور - نشر قصيدة ووردزوورث بأسم النزهة - نشر كتاب ماري مارثا شيروود للأطفال بأسم تاريخ هنري الصغير وحامله | - 6 أبريل - نابليون يتنازل وينفى إلى إلبا - 24 كانون الأول / ديسمبر - معاهدة غنت تنهي الحرب بين الولايات المتحدة وبريطانيا |
| 1815  | - 2-16 كانون الثاني / يناير - جاين وكاساندرا يقيمون في ستيفنتون ؛ كما يزورون آش ولافرستوك - 29 مارس - إنتهاء كتابة إيما - مارس أو أبريل؟ - جاين وكاساندرا تزوران هنري في لندن - 8 أغسطس - بدأت أوستن بكتابة رواية الإقناع - أغسطس / آب - من المحتمل أن تذهب أوستن إلى لندن للتفاوض على نشر "إيما"، وتعود في أوائل سبتمبر - 4 أكتوبر / تشرين الأول - تنتقل أوستن إلى لندن لترعى صحة هنري - 13 نوفمبر - زيارة أوستن لمكتبة الأمير ريجنت في قصر كارلتون وتتلقى دعوة عمل في المستقبل - 16 ديسمبر / كانون الأول - عادت أوستن إلى تشاوتون - نهاية شهر ديسمبر - تم نشر رواية إيما الذي نشره جون موراي وتم اهداءه إلى الأمير ريجينت | - نشر رواية سكوت غاي مانرينغ | - مارس - نابليون يعود من إلبا - مايو - مرت قوانين التعرفة الجمركية للذرة - 18 يونيو - آرثر ويلزلي ("في الصورة") يهزم نابليون في معركة واترلو - استعادة حكم لويس الثامن عشر في فرنسا - 20 نوفمبر - معاهدة باريس، تنهي رسميا الحروب النابليونية |
| 1816  | - الربيع - بدأت جاين أوستن في الشعور بالمرض - الربيع - هنري يشتري مخطوطة "سوزان" - الربيع - أوستن تُعيد تسمية "سوزان" كـ "كاثرين"، وتعتزم نشرها - 15 مارس / آذار - يفشل بنك هنري ويقوم بمغادرة لندن - 22 مايو / أيار - ذهبت جاين وكاساندرا إلى شلتنهام عبر ستيفنتون - 15 يونيو / حزيران - عودة جاين وكاساندرا إلى تشاوتون عبر كينتبوري - 18 يوليو - المسودة الأولى لـ الإقناع - 6 أغسطس - رواية إقناع تمت مراجعته والانتهاء منه - الطبعة الثانية من مانسفيلد بارك التي نشرتها موراي - ديسمبر / كانون الأول - تم تعيين هنري وأصبح خوري من تشاوتون | - نَشرَ كولريدج قصيدة كريستابيل - نَشرَ كولريدج قصيدة كوبلا خان - نَشرَ بايرون قصيدة حج الطفل هارولد كانتوس الثالث - بايرون (في الصورة) يُغادر إنجلترا بسبب مشاكل شخصية وبدون عودة                                                                                | - أبريل - أعمال الشغب في شرق أنجليا والمناطق الصناعية في بريطانيا - رخام إيلجن معروضة في المتحف البريطاني |
| 1817  | - 27 يناير - 18 مارس - تعمل أوستن على رواية والتي نُشرت لاحقا باسم سانديتون - 18 مارس - أوستن تتوقف عن العمل في سانديتون - 27 أبريل / نيسان - أوستن تقوم بكتابة وصيتها - 24 مايو - كاساندرا تأخذ جاين إلى وينشستر للعلاج الطبي - 18 يوليو - وفاة أوستن في الصباح الباكر - 24 يوليو - دفنت أوستن في كاتدرائية وينشستر (في الصورة) - نهاية شهر ديسمبر - كل من "دير نورثانجر" و"إقناع" يتم نشرهما معًا من قِبل موراي جنباً إلى جنب مع "إخطار المؤلف للسيرة الذاتية" لهنري | - إصدار كولريدج لإسكتشات السيرة الذاتية الأدبية - نشر روايات أورموند وهارينغتون لإيدجوورث - نشر قصيدة مانفريد لبايرون - نشر رواية ماندفيل لغودوين - نشر رواية روب روي لسكوت                                                                                | |